# 아마도 카리요 푸엔테스

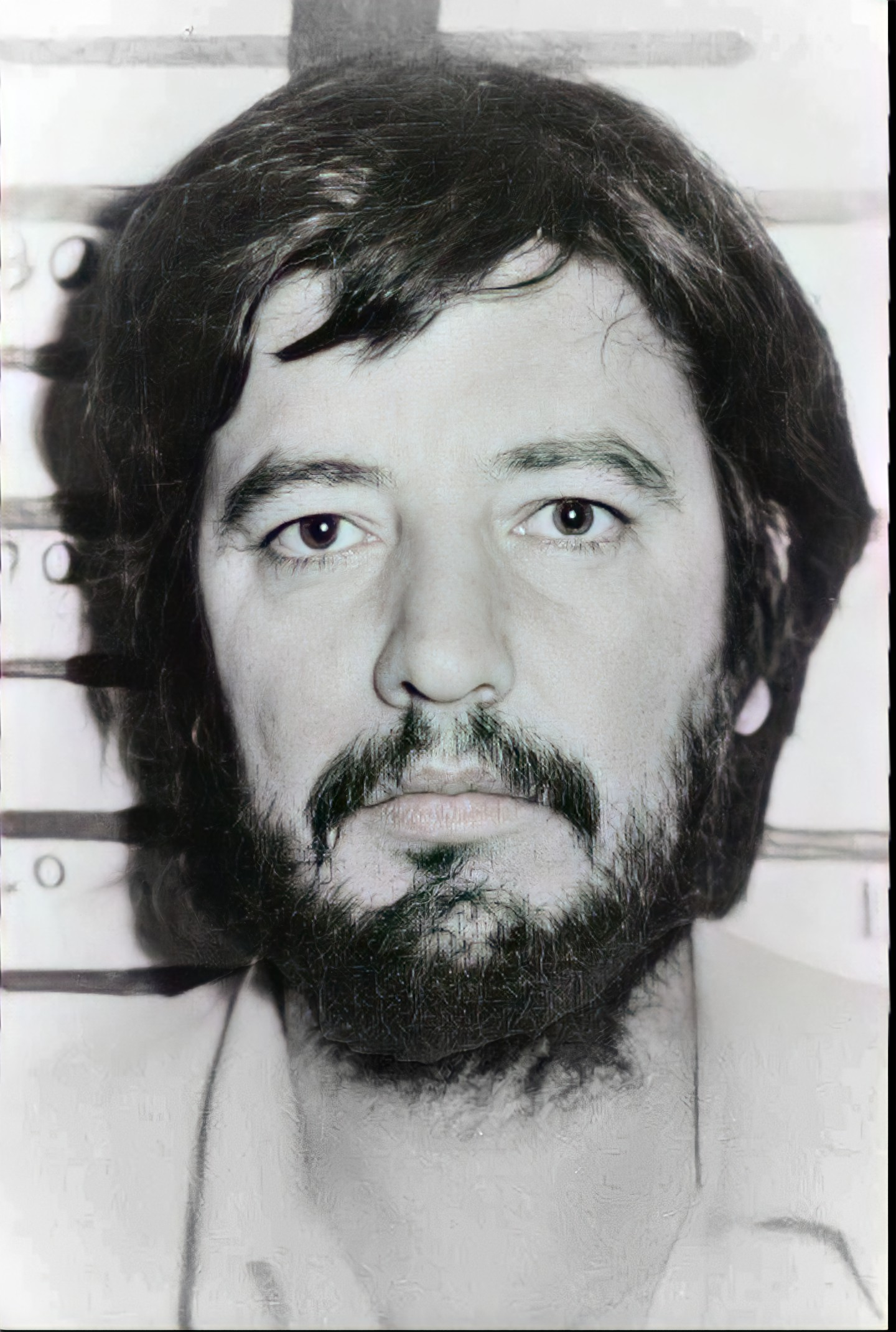
아마도 카리요 푸엔테스

아마도 카리요 푸엔테스(스페인어: Amado Carrillo Fuentes, 1956년 12월 17일 ~ 1997년 7월 7일)는 멕시코의 마약 밀매자였다. 보스인 라파엘 아길라르 과하르도를 살해한 후 후아레스 카르텔을 장악했다.  마약을 운반하는 데 사용한 대규모 제트기 때문에 "엘 세뇨스 데 로스 시엘로스"(El Señor de Los Cielos, 하늘의 제왕)로 알려졌다. 그는 또한 이 함대에 자금을 조달하기 위해 콜롬비아를 통해 자금을 세탁한 것으로도 유명했다.
그는 외모를 바꾸기 위해 대대적인 성형수술을 받은 후 1997년 7월 멕시코의 한 병원에서 사망했다.